# Siphosturmia confusa
Siphosturmia confusa är en tvåvingeart som beskrevs av Henry J. Reinhard 1931. Siphosturmia confusa ingår i släktet Siphosturmia och familjen parasitflugor. Inga underarter finns listade i Catalogue of Life.